# 金允中
金允中（?—?），新罗官员，金庾信的嫡孫，金三光的儿子。
金允中在聖德王时担任爲大阿湌。多次受到国王的恩顧，国王親屬很嫉妒他。当時，仲秋望日，聖德王登月城岑頭眺望，與侍從官，置酒娛乐。命人召唤金允中。有人劝諫：“今宗室外戚，豈無好人。为什么獨召疏遠之臣，这是親親的本意吗？”聖德王说：“现在寡人與卿等平安無事，都是仰赖金允中祖父的恩德。如果依公所言忘却，不是善善及子孫之義。”于是賜金允中密坐，言及其祖生平，天晩告退。賜给他絶影山馬一匹。
開元二十一年（733年），唐朝遣使传旨新罗：“靺鞨渤海外稱蕃翰，內懷狡猾。现在想要出兵問罪，卿也發兵，相爲犄角，听说有舊將金庾信之孫金允中在，应该派此人爲將。”于是賜金允中金帛若干。於是，大王命金允中、其弟金允文等四將軍，率兵會同唐兵, 伐渤海。金允中庶孫金巖。